# Liste entwidmeter Kirchen in der Evangelischen Landeskirche Anhalts

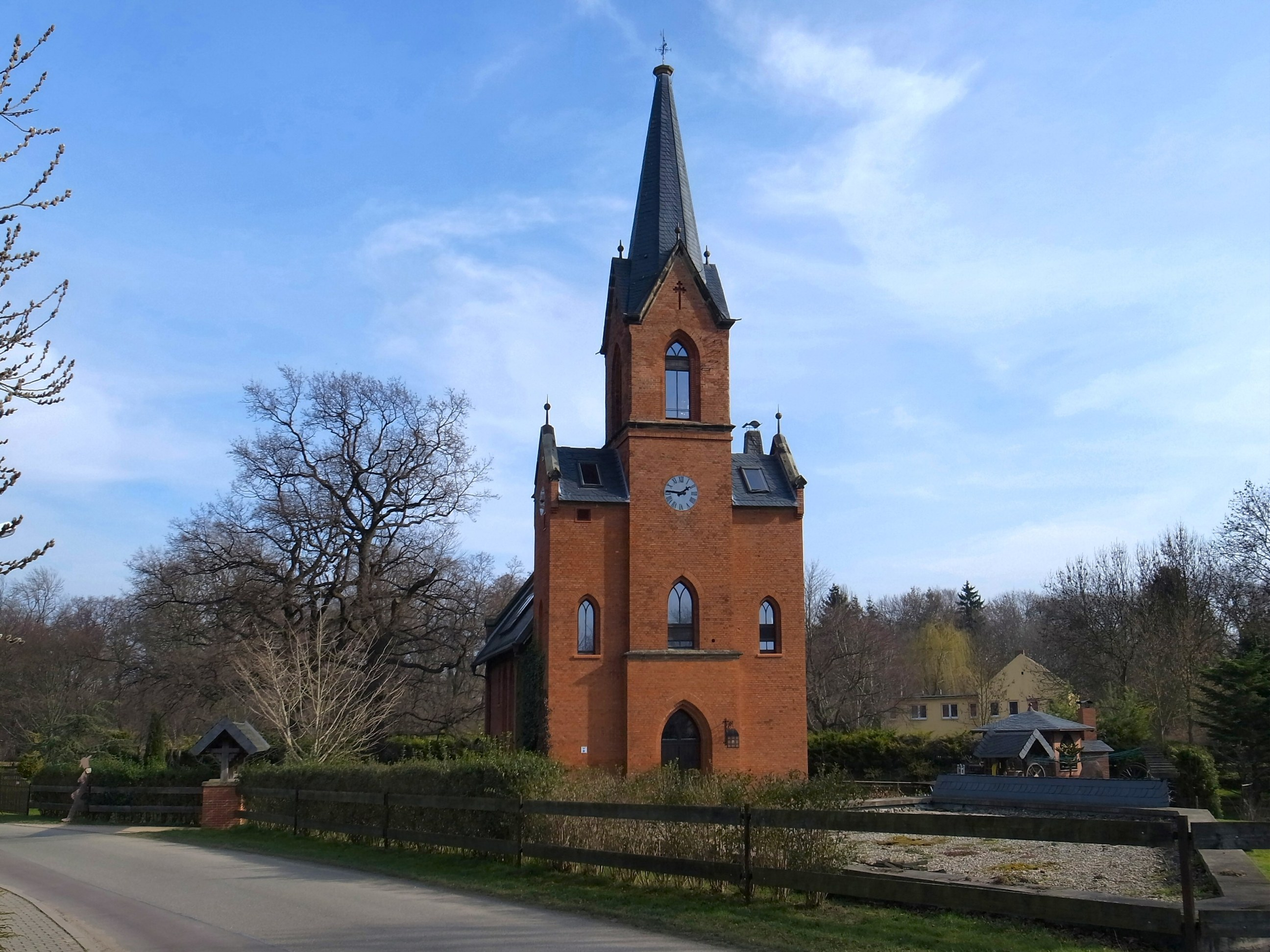
Ehemalige Kirche in Warmsdorf

Die Liste entwidmeter Kirchen in der Evangelischen Landeskirche Anhalts führt Kirchengebäude der Evangelischen Landeskirche Anhalts und ihrer Vorgängerkirchen auf, die geschlossen, entwidmet oder umgewidmet wurden. Sie wurden oder werden verkauft, umgebaut oder abgerissen.

## Liste
Zu den nach 1945 geschlossenen, entwidmeten, umgewidmeten, umgenutzten oder abgerissenen Kirchen gehören folgende Gotteshäuser:
- Bernburg-Waldau, Kirche: 1893–94 erbaut, 1953 entwidmet, 1990 an privat verkauft, inzwischen im Besitz der Stadt Bernburg
- Bernburg-Wohlsdorf, Kirche: 1783 erbaut, 1991 an Kommune verkauft
- Dessau, Jakobus-Gemeindehaus:  1980 als Ersatzbau für die 1977 gesprengte Jakobuskirche und deren Gemeindesaal errichtet, 25. Juni 2023 entwidmet, Übergabe an Leopolddankstift, Weiternutzung durch freikirchliche Korngemeinde[1][2]
- Dessau, Marienkirche: Eigentum der Kirchengemeinde St. Johannis und St. Marien Dessau, verpachtet auf 99 Jahre an die Stadt Dessau-Roßlau, genutzt als Kulturkirche
- Fernsdorf, Kirche: 1900 erbaut, 1989 an LPG verkauft, heute (2024) Ruine
- Güsten-Osmarsleben, St.-Johannis-Kirche: 2006 wegen Bauschäden gesperrt
- Güsten-Warmsdorf, Kirche: 1884 erbaut, 1960 entwidmet, 1990 an privat verkauft, zu Wohnungen umgebaut, seit 2009 als Pension genutzt[3][4]
- Ilberstedt-Cölbigk, St.-Magnus-Kirche: romanische Kirche, später als Stall genutzt, 1968 wegen Baufälligkeit gesprengt[5]
- Ilbersdorf, Kirche: wegen Bauzustand nicht genutzt
- Kleinbadegast, Kirchenruine: 1574 erbaut, 1773 erneuert, nicht mehr nutzbar
- Klepzig, Kirche: 1873–75 erbaut, 1944 durch Luftangriff schwer beschädigt, 1949 wiederhergestellt, 1962 bei Sturm beschädigt, 1966 aufgegeben, 1973/74 abgerissen. 1974 durch Kirchenbungalow ersetzt, erster Gottesdienst am 22. Juni 1975, letzter Gottesdienst am 19. Juli 2024[6]
- Köthen, Martinskirche: 1912–1914 erbaut, 1985 sakrale Nutzung aufgegeben, 1987 an Stadt Köthen verkauft, Nutzung als Jugendzentrum und Studentenclub (Stand 2021)[7]
- Mägdesprung, Kirche: 1829–30 erbaut, Umbau zu Wohnhaus
- Meilendorf, Kirche: 1880–81 erbaut, seit 1945 Ruine, seit 1991 Eigentum der Kommune
- Meinsdorf, Kirchsaal St. Michael: 1962 erbaut, 29. September 1963 eingeweiht, 4. Dezember 2022 entwidmet[8]
- Reinsdorf, Kirche: Ruine, Turm & Schiff ohne Dach
- Staßfurt-Leopoldshall, Interimskirche: 1906 errichtet, 1996 abgerissen[9]
- Strinum, Kirche: Feldsteinbau aus dem 12. Jahrhundert, 1993 an Kommune verkauft
- Thurau, Kirche: 1887–88 erbaut, wegen Bauzustand nicht genutzt
- Wolfen-Steinfurth, Friedenskirche: 11. September 1977 eingeweiht, 18. Juli 2021 letzter Gottesdienst und Entwidmung, 2021 zurückgefallen an den Grundstückseigentümer, die Stiftung Weidersches Legat (vermutlich Ende der Erbpacht)[10]
- Zehringen, Kirche: 2000 an privat verkauft